# Maria-Schnee-Kapelle (Regensburg)

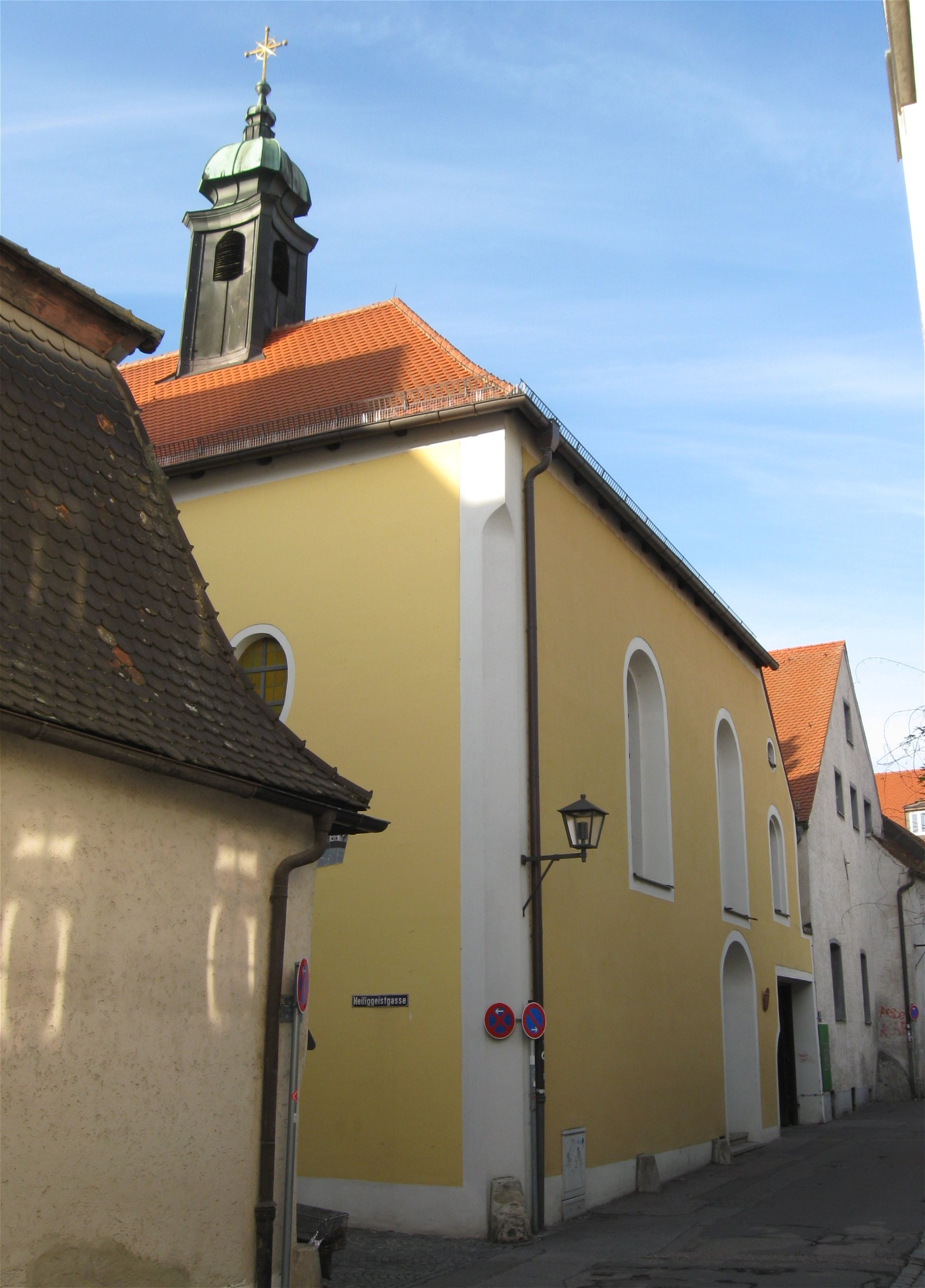
Maria-Schnee-Kapelle Regensburg, Außenansicht vom Prinzenweg

Die Kapelle Maria Schnee ist eine denkmalgeschützte römisch-katholische Kirche im bayerischen Regensburg-Ostnerwacht.

## Geschichte
Ein Vorgängerbau ist vermutlich die im 13. Jahrhundert erwähnte Kapelle in honorem Sct. Spiritus, die wie die Maria-Schnee-Kapelle im Bereich der Heiliggeistgasse in der östlichen Altstadt Regensburgs lag.
Eine Stiftung des Weihbischofs Gottfried Langwerth von Simmern aus dem Jahr 1730 bildete die Grundlage für die Errichtung eines Waisenhauses im Stadtosten. 1731 wurde das Waisenhaus gebaut. Der Einbau der Hauskapelle folgte 1734. Es wird vermutet, dass der Linzer Architekt Johann Michael Prunner die Kapelle während seiner Zeit in Regensburg plante. Dafür spricht, dass er zwischen 1731 und 1733 bereits Baumaßnahmen an der Basilika St. Emmeram und anderen Sakralbauten in Regensburg leitete. Zudem lässt sich der Bautyp einer barocken Spitalkirche der österreichischen Architektur zuordnen. 1789 wurde die Kapelle durch Weihbischof Anton Freiherr von Schneid (1780–1789) auf ihr heutiges Patrozinium geweiht.
1853 wurde das Waisenhaus in die Gebäude des ehemaligen Krankenhauses in der Ostengasse verlegt. Die freigewordenen Gebäude wurden daraufhin von der 1860 gegründeten Bischof-Wittmann-Stiftung übernommen, die ihren Namen zu Ehren des 1833 verstorbenen Bischofs Georg Michael Wittmann erhielt, dessen besondere Fürsorge den Kindern galt. In den Jahren 1872/1873 fanden umfangreiche Renovierungen statt, infolge deren die ursprüngliche Innenausstattung nicht rekonstruiert werden kann. In der zweiten Hälfte des 20. Jahrhunderts wurde die Kapelle erneut renoviert. 1977 ging das Waisenhaus im Kinderzentrum St. Vincent auf, ebenso wie die Bischof-Wittmann-Stiftung. 2006 und in den 2010er-Jahren folgte eine weitere Renovierung mit Farbreinigung, Dach- und Bodensanierung.
Heute dient das Bischof-Wittmann-Haus der Katholischen Jugendfürsorge. Die Tradition einer karitativen Einrichtung für Kinder und Jugendliche wird auf diese Weise bis in die heutige Zeit fortgesetzt. In der Kapelle Maria Schnee finden des Weiteren regelmäßig Gottesdienste in der außerordentlichen Form des römischen Ritus statt.

## Gebäude
Die Kapelle befindet sich an der Ecke von Prinzenweg und Heiliggeistgasse in der östlichen Altstadt von Regensburg. Aufgrund ihres nahtlosen Übergangs in das Nachbargebäude sowie des kleinen Turms ist sie äußerlich erst von Nahem als Kapelle zu erkennen.
Durch ein an der Südfront in Richtung der Heiliggeistgasse befindliches mit Gelbglas gefülltes hochstehendes Ochsenauge dringt Licht über die Altarelemente im Innenraum ein. Ein Fliesenmosaik an der Fassade mit dem Porträt des Bischofs Georg Michael Wittmann unterhalb des Fensters wurde 1965 angebracht.
Ein zweiflügeliges Eichenholzportal führt auf der Seite zum Prinzenweg in das Innere der Kapelle. Im Innenraum, gegenüber der Eingangstür, befindet sich ein Zugang zum Treppenhaus des benachbarten Gebäudes, in dem sich verschiedene soziale Einrichtungen der Katholischen Jugendfürsorge befinden.
Der Kapellenraum selbst ist einschiffig und durch seitlich abgerundete Wandpfeiler mit gekuppelten Pilastern zweijochig gegliedert: Im Süden das Chorjoch, im Norden eine Empore. Rechts vom Hauptaltar befindet sich der Zugang zur Sakristei.

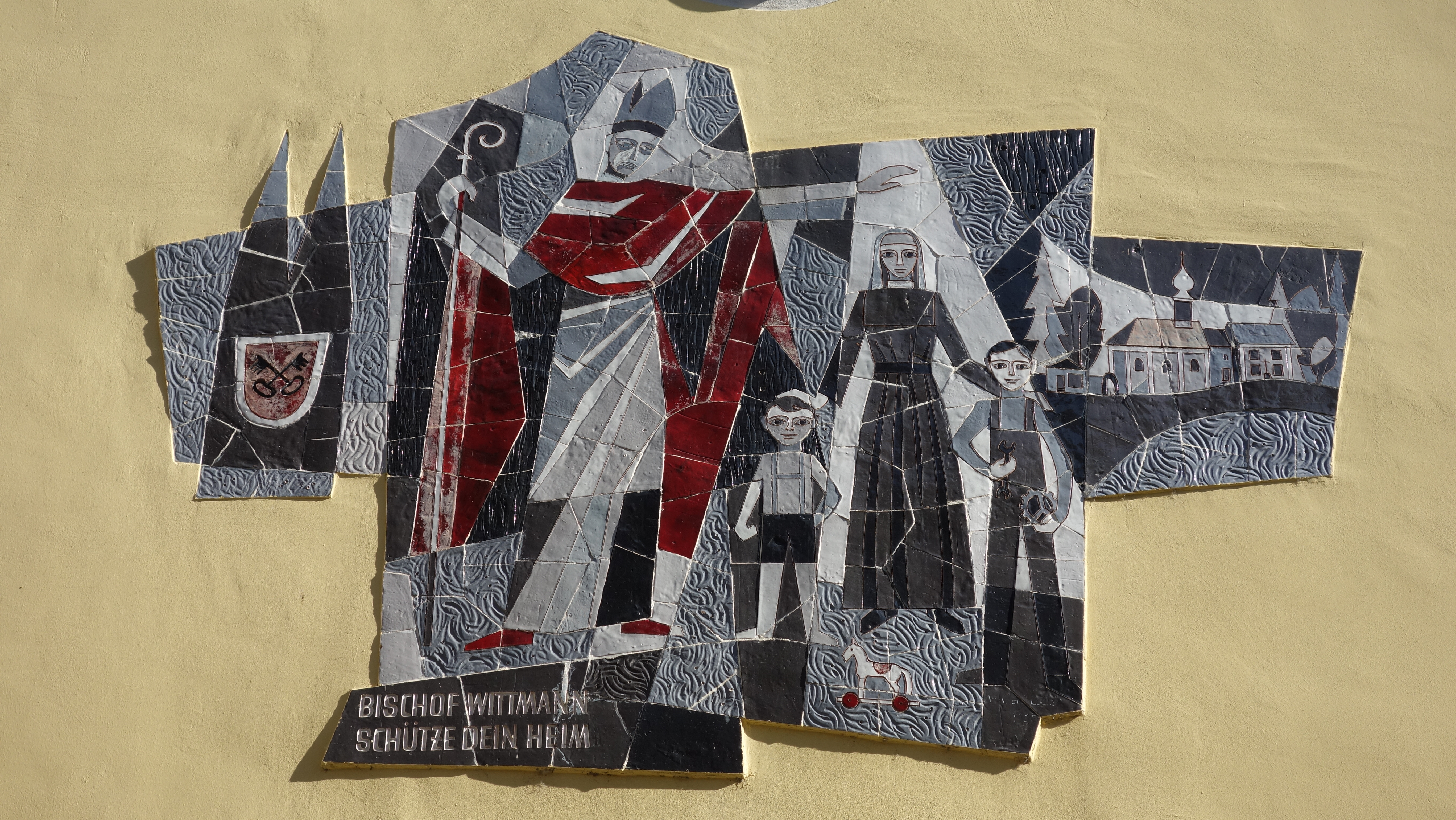
Fliesenmosik Georg Michael Wittmann
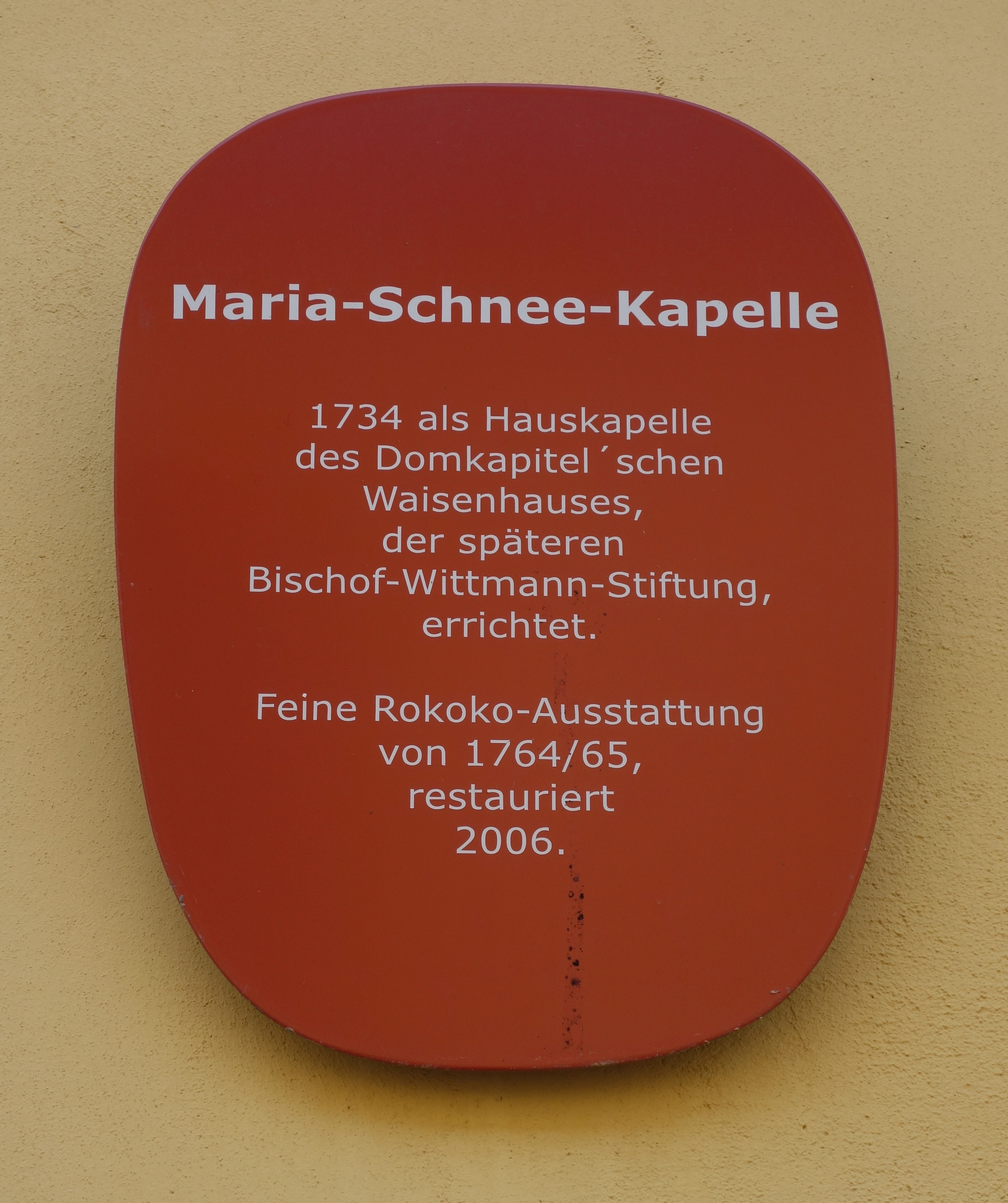
Informationstafel in der Nähe des Eingangs

## Ausstattung

### Altar
Der Hochaltar der Kapelle an der südlichen Seite des Kirchenraumes wurde im Jahr 1789 geweiht. Aufgrund der in den Jahren 1872/73 und 1945 vorgenommenen tiefgreifenden Renovierungen kann sein originales Erscheinungsbild nicht mehr rekonstruiert werden. Ein zwischenzeitlicher baulicher Status ist von 1933 dokumentiert. Im Vergleich zum damaligen Zustand fehlt ein barocker Baldachin vor dem marmorierten Holzretabel und dem 1873 integrierten Tabernakel.
Zentrale Elemente des Altars sind das Kruzifix und eine Statue der leidenden Gottesmutter Maria aus dem 19. Jahrhundert. Der Altar wird von zwei Säulen eingerahmt, auf denen zwei Engelsgestalten angebracht sind. Über dem Kruzifix sind das Herz Jesu, erkennbar an der Dornenkrone samt Kreuz, und das Herz Marias, erkennbar am durchbohrenden Schwert und Rosenkranz, angebracht. Das Kruzifix wird lichttechnisch durch das in der Südfassade befindliche ovale Fenster hervorgehoben.
Ein weiterer Marienaltar befindet sich an der Ostwand des Raumes. Das ursprünglich dort befindliche barocke Muttergottesgemälde wurde zwischen 1965 und 1975 gegen das heutige ausgewechselt und gilt als verschwunden. Es handelte sich um eine Kopie des Gnadenbildes in der Kirche Santa Maria Maggiore in Rom.

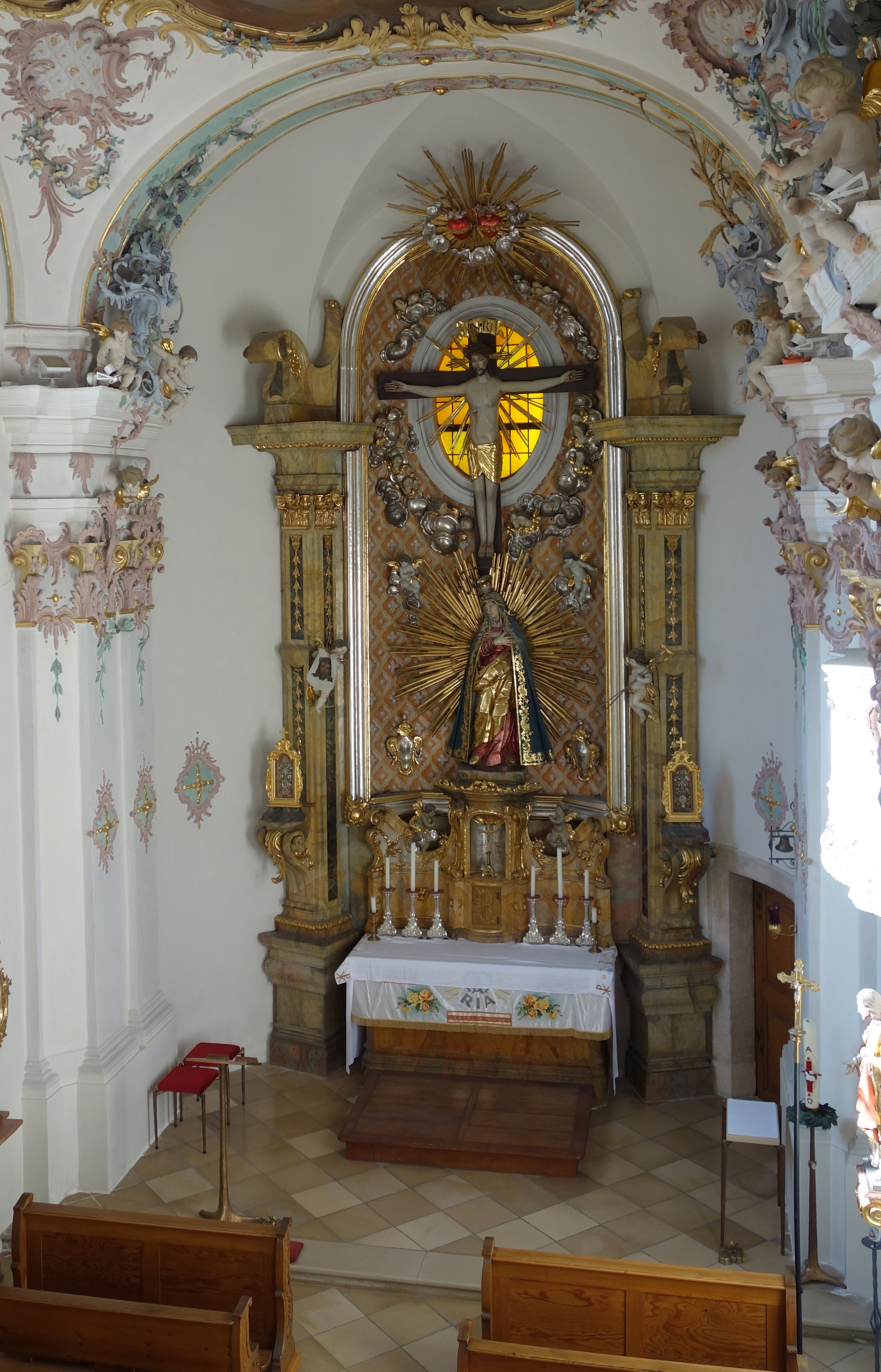
Hauptaltar
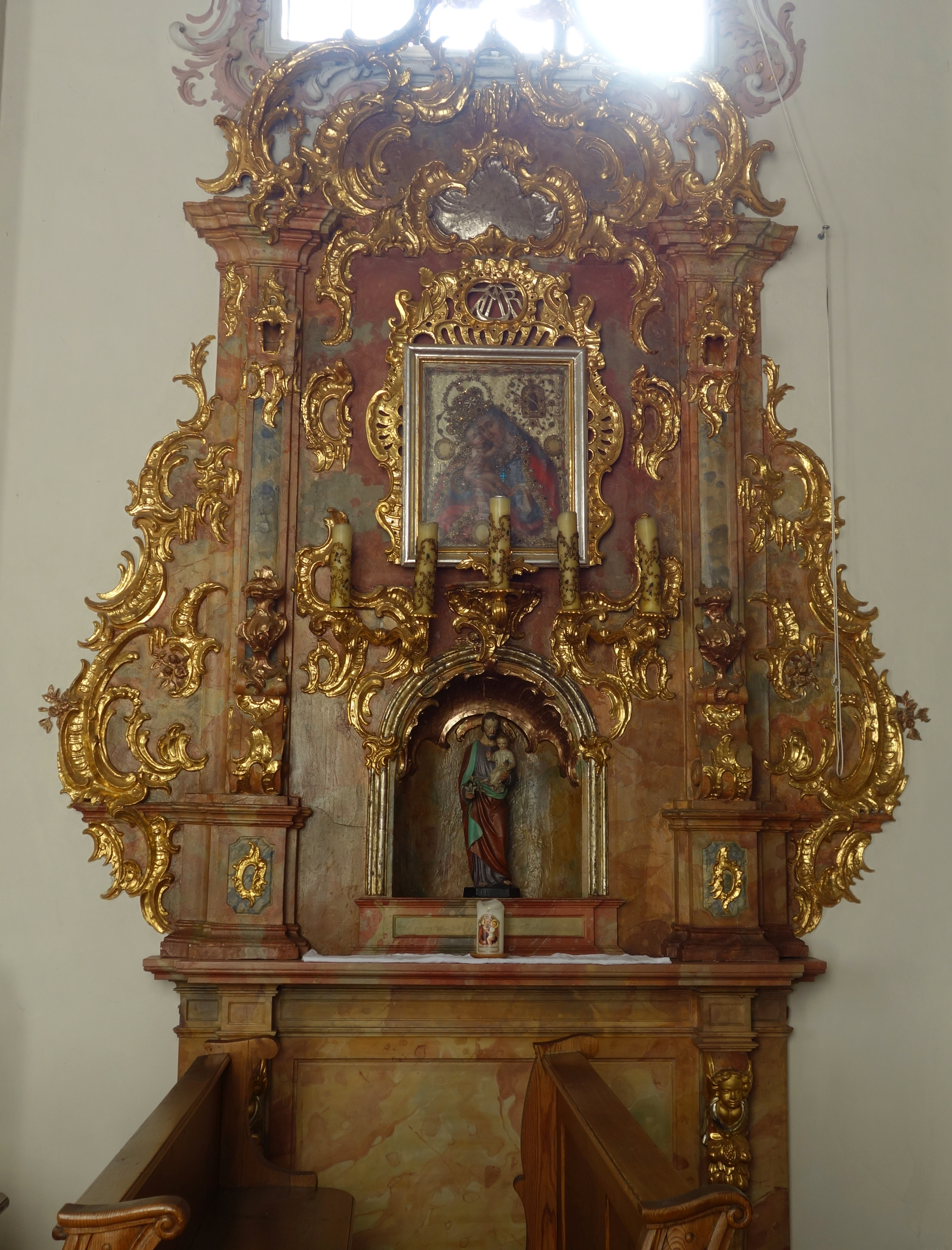
Marienaltar

### Deckengemälde
Die Deckengemälde zeigen die Allegorien der drei göttlichen Tugenden Glaube, Liebe und Hoffnung sowie zahlreiche Engelsgestalten über den beiden Jochen. Der Urheber der Deckengemälde ist nicht bekannt. Die Maler Martin Speer, der des Öfteren Mitglied des vermutlich für die Stuckarbeiten verantwortlichen Arbeitsteams Anton Landes und Franz Xaver Höflmeyer war, und Otto Gebhardt, Hofmaler des (Fürst-)Bischofs von Regensburg, werden als potenzielle Maler gehandelt. Die Deckengemälde wurden im Sommer 1898 von W. Borowitzka restauriert.
Das dem Altar zugeordnete Südgemälde zeigt die Tugenden Glaube (lat. Fides) und Hoffnung (lat. Spes) als weibliche Figuren, beide auf Wolken sitzend und von Putten umgeben. Als Symbole hält die weißgekleidete und rot bemantelte Fides Kreuz, Kelch und Hostie in ihren Händen. Die Spes in grünem Kleid mit gelbem Mantel hält Hoffnungsanker und einen blühenden Lilienzweig.
Das Nordgemälde zeigt die Liebe, in Form zweier weiblicher Figuren und damit in einer gemäß dem Kontext einer Waisenhauskapelle hervorgehobenen Bedeutung: Pietas und Caritas. Die Pietas ist in grünem Gewand mit gelbem Überwurf und Brustpanzer dargestellt. In der linken Hand hält sie ein flammendes Herz. Die Caritas trägt ein weißes Kleid mit rotem Mantel und wird von zwei Kindern liebkost. Die Mitte des Gemäldes ist durch eine plastisch betonte Holztaube als Symbol für den Heiligen Geist hervorgehoben.

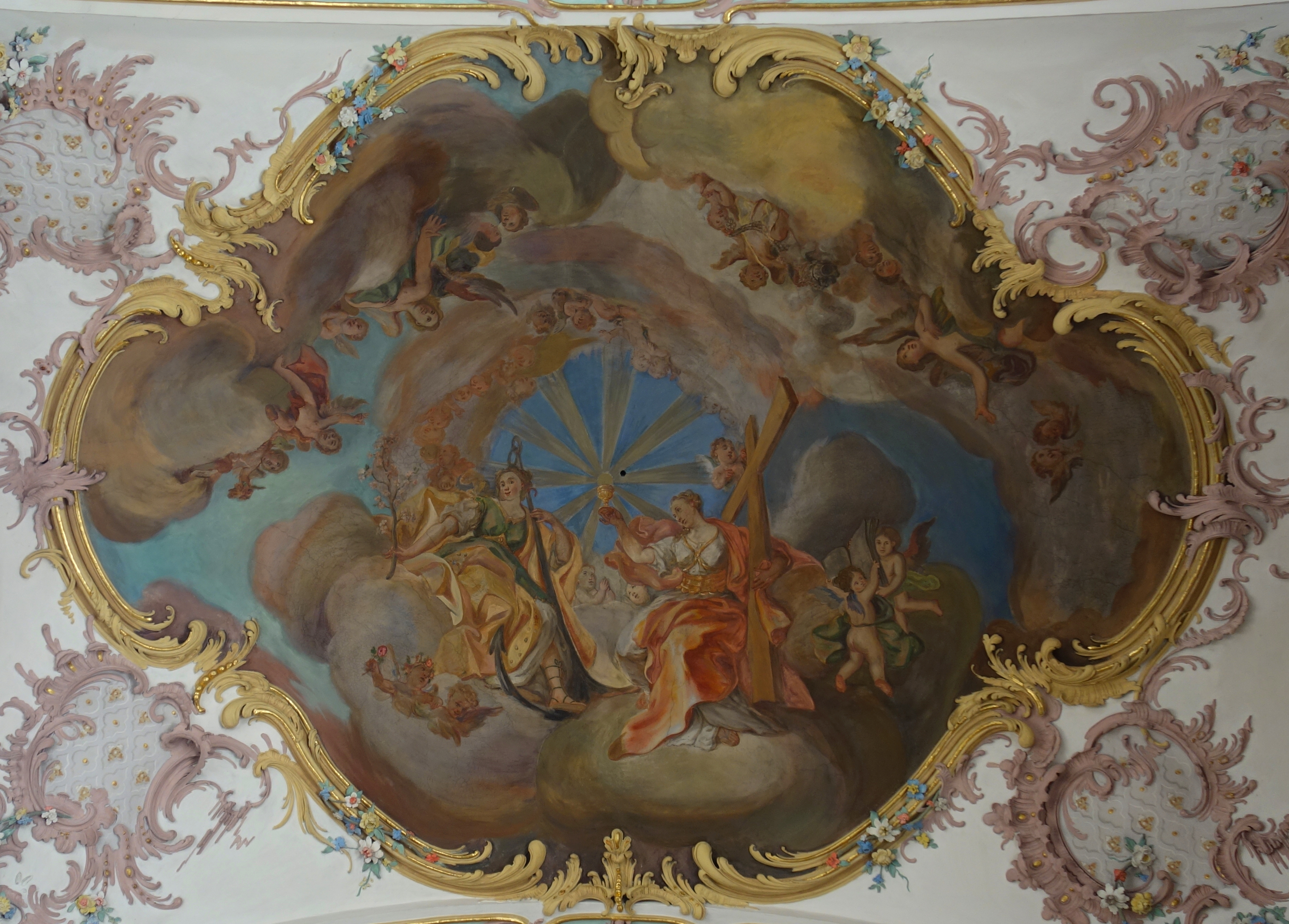
Südgemälde
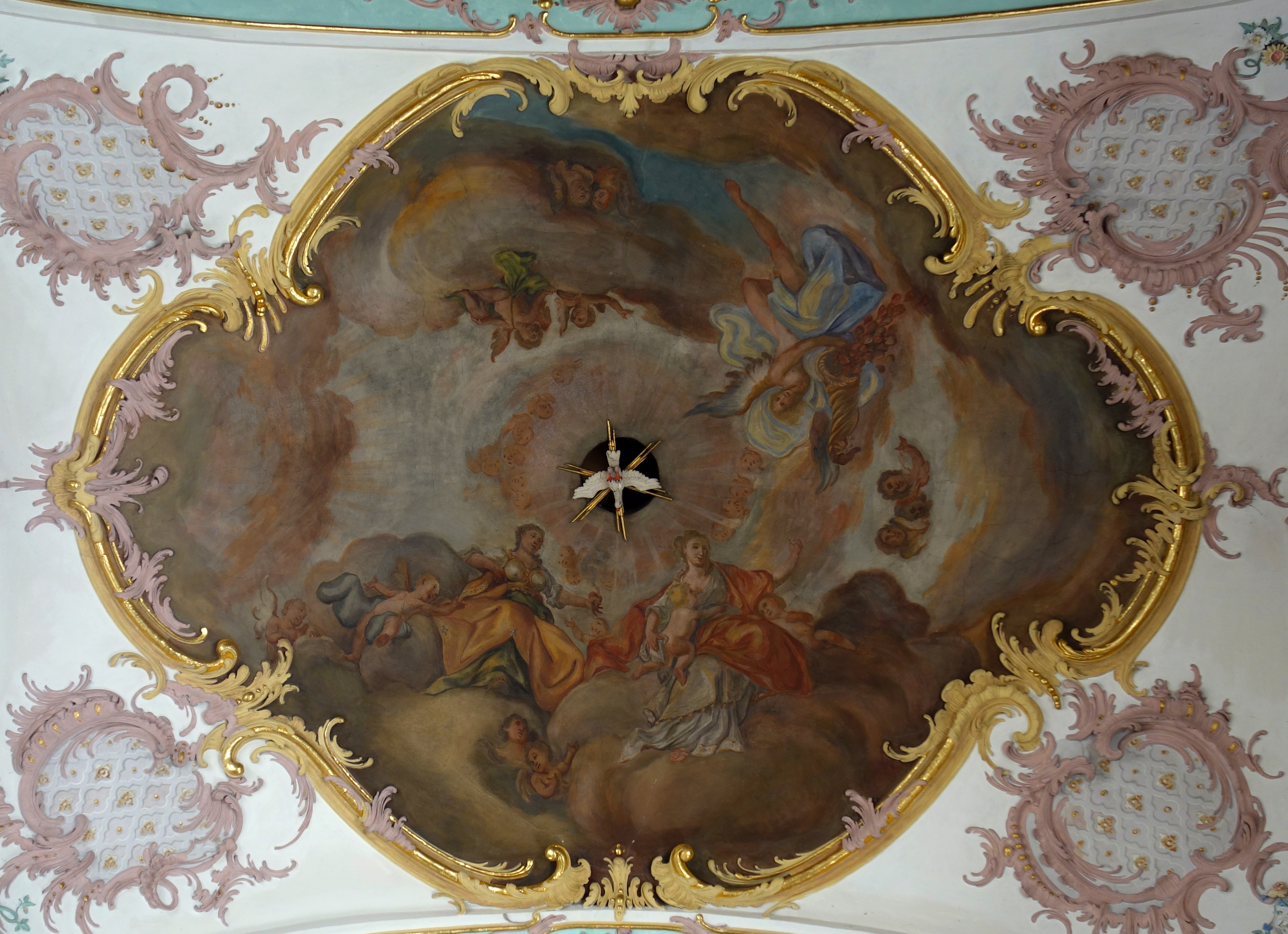
Nordgemälde

### Stuckarbeiten
In der Innenraumgestaltung der Kapelle „wird das Formengut des bayerischen Rokoko prägend“. Ein früher Beleg für die Stuckgestaltung ist aus dem Jahr 1764. Sie entstand vermutlich unter Weihbischof Anton von Wolframsdorff (1759–1766). Die Namen der an der Stuckgestaltung beteiligten Künstler sind nicht gesichert. Sie wird dem Wessobrunner Künstler Anton Landes und/oder seinem Kollegen Franz Xaver Höflmayer zugesprochen. Beide arbeiteten zeitgleich in der Stiftspfarrkirche St. Kassian sowie an der Ausgestaltung des Chores in der Alten Kapelle. Auch der Schüler des Baumeisters Johann Michael Prunner, Mathäus Gießl, wird als möglicher Urheber genannt.

### Weiteres
- An der Wand über der Emporenöffnung ist eine alttestamentarische Szene mit einem Harfe spielenden und Psalmen singenden König David zu sehen.
- An der Westwand befindet sich unter dem Oratorium eine Herz-Jesu-Statue aus dem Jahr 1925.
- Seit dem Frühjahr 2007 ist – als Leihgabe des Diözesanmuseums Regensburg – ein Ölgemälde eines unbekannten Künstlers aus dem 19. Jahrhundert an der Nordwand des Kirchenraums angebracht. Abgebildet ist die Heilige Familie bei der Rast auf der Flucht nach Ägypten. Bei diesem Gemälde handelt es sich um eine Kopie eines Gemäldes des flämischen Malers Anthonis van Dyck aus der Zeit um 1627–1632.[6]
- Als Zeichen der Dankbarkeit wurde dem Stifter und Weihbischof Gottfried Langwerth von Simmern ein Gedenkstein in der Kapelle gesetzt. Aus der Inschrift: „Denkmal der Dankbarkeit unserm Ernährer… Er lebte ehelos und streng gegen sich, um liebreicher Vater der Armen zu werden…“. Der Gedenkstein ist jedoch seit Einbau einer Heizung im Jahr 1978 nicht mehr nachweisbar.[7]
- Die Bestuhlung wurde im Rahmen von Renovierungen aus der bischöflichen Privatkapelle ergänzt und um eine Sitzheizung erweitert.

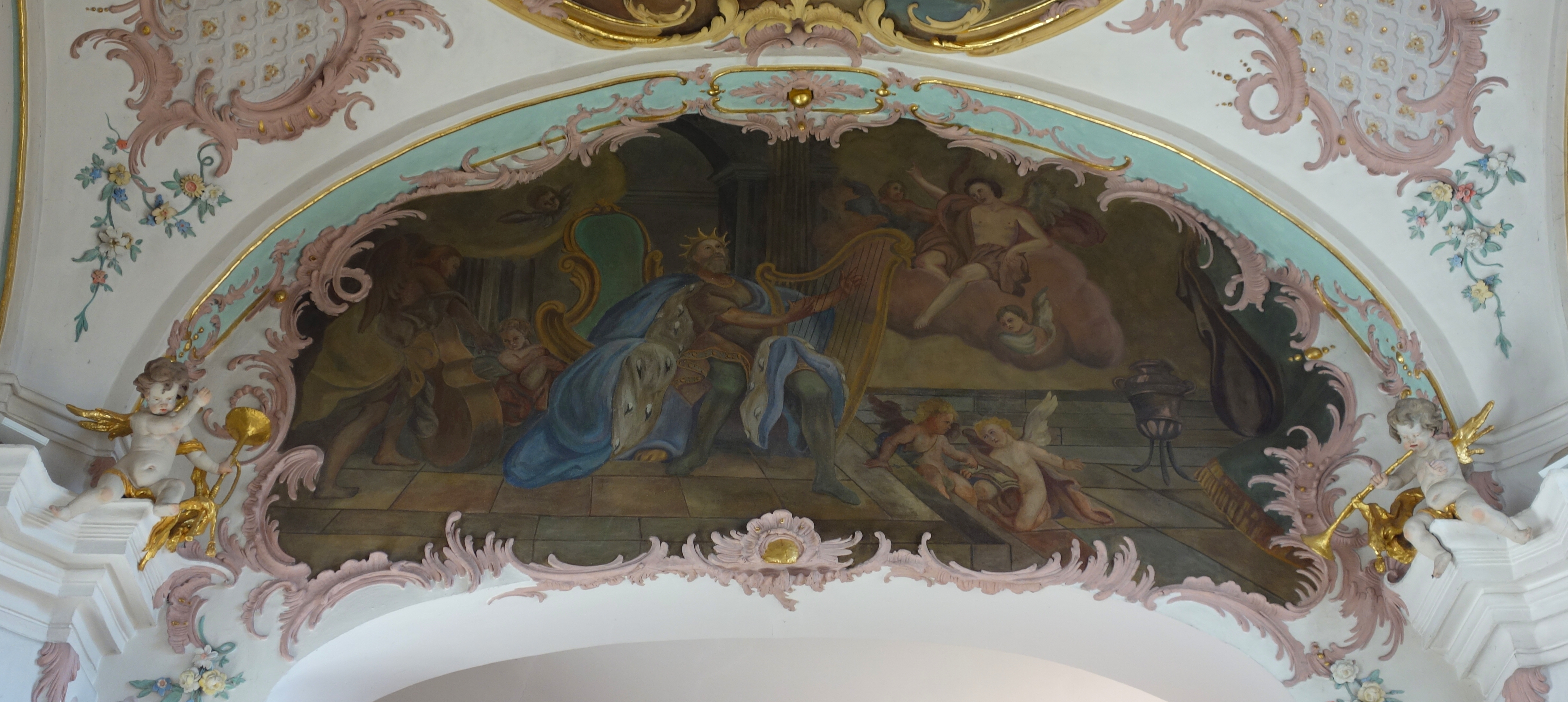
Gemälde König David
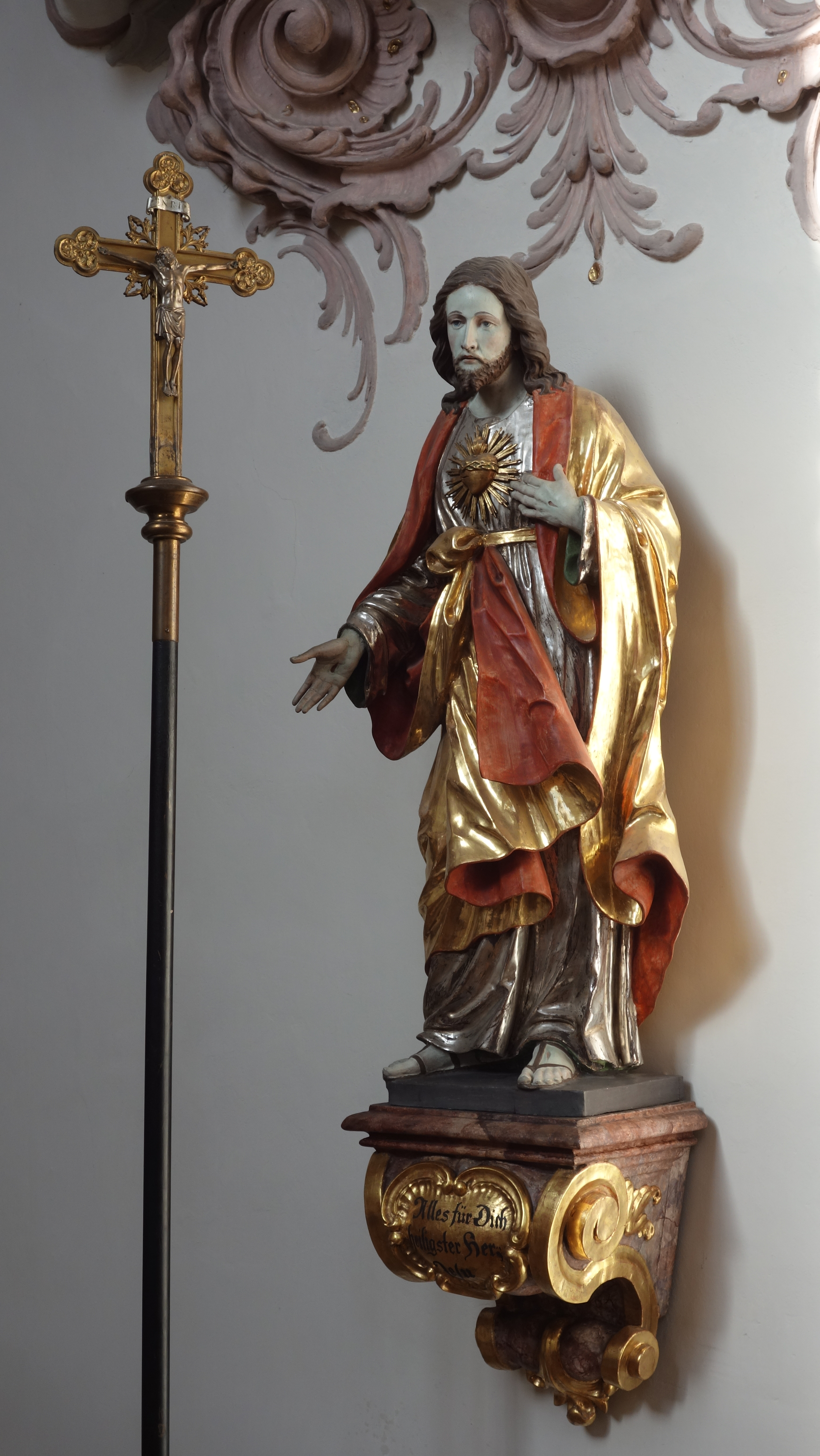
Herz Jesu Statue
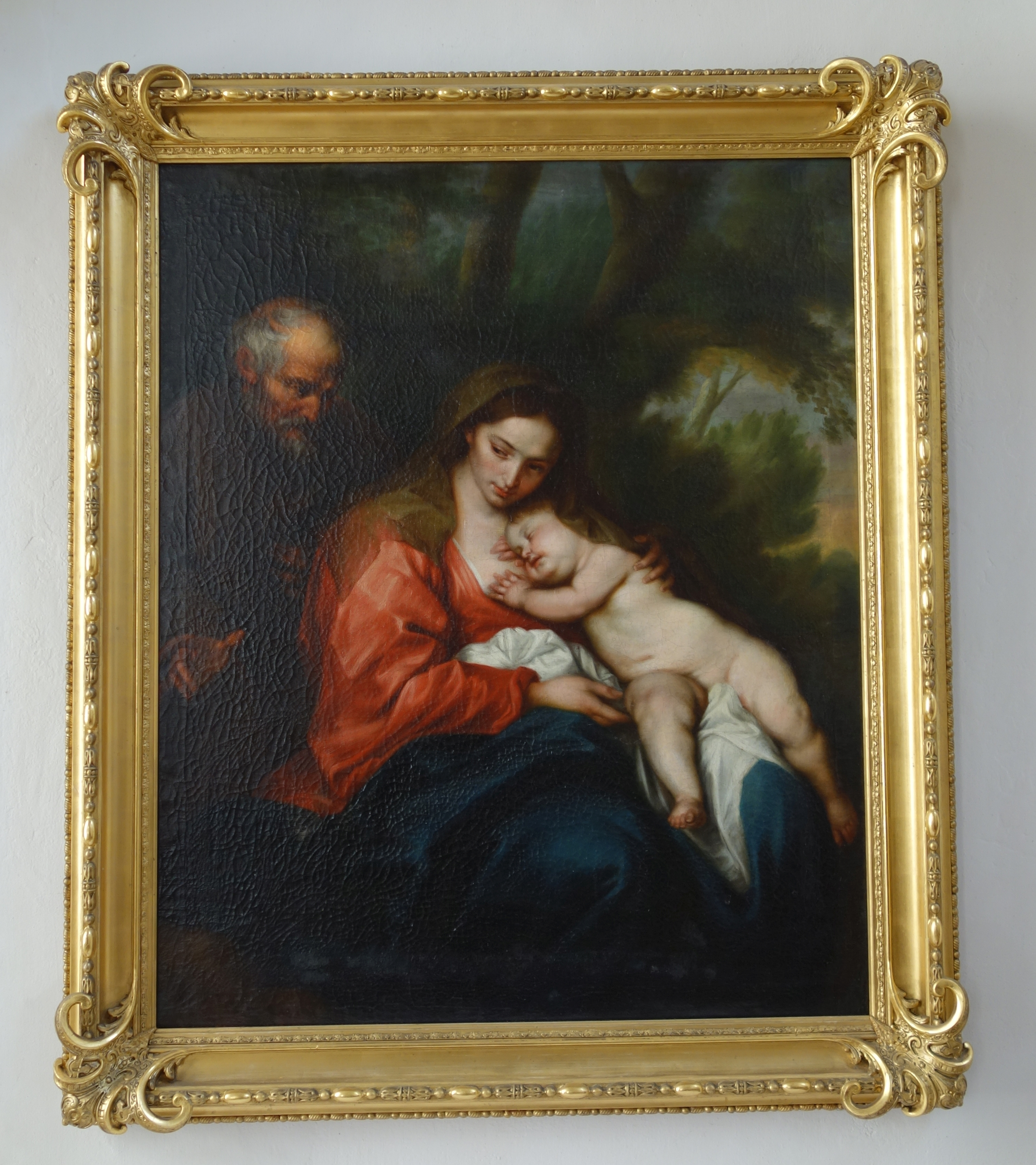
Gemälde Heilige Familie